# Фредерик Молони
Фредерик Молони (енгл. Frederick Graham “Fred” Moloney; 4. август 1882. — Чикаго, Илиноис 24. децембар 1941) је амерички атлетичар учесник Летњих олимпијских игара 1900. у Паризу.
Као студент Унивезитета у Чикагу на олимпијским играма у Паризу учествује у три атлетске дициплине. Поред своје специјалности, дисцилине 110 метара препоне такмичио се и у тркама на 100 метара и 200 метара препоне. У финале се квалификовао само у трци на 110 м са препонама и освојио бронзану медаљу резултатом 15,6 секунди, са заостатком од 1 десетинке иза Џона Меклејна.
На играма се такмичио и његов брат Вилијам Молони у трци на 400 метара где се пласирао у финале али је као и многи из америчке екипе одбио учествовати у финалу јер се одржавало у недељу.

## Лични рекорд
- 110 препоне — 15,4 (1900)